# ۹۴ نهنگ
۹۴ نهنگ یک ستاره است که در صورت فلکی نهنگ قرار دارد.